# کارل هاینز هندشون
کارل هاینز هندشون (انگلیسی: Karl-Heinz Handschuh؛ زادهٔ ۳۰ نوامبر ۱۹۴۷) بازیکن فوتبال اهل آلمان است.
از باشگاه‌هایی که در آن بازی کرده‌است می‌توان به باشگاه فوتبال اشتوتگارت و باشگاه فوتبال آینتراخت برانشوایگ اشاره کرد.
وی همچنین در تیم ملی فوتبال West Germany B بازی کرده‌است.